# Controvérsia da altitude no futebol
A Controvérsia da altitude no futebol é uma polêmica surgida em maio de 2007, quando a FIFA, entidade máxima deste desporto, decidiu vetar a realização de partidas internacionais em locais acima dos 2.500 m do nível do mar, por considerar desumano e desleal. Em maio de 2008, a FIFA suspendeu o veto, "até que se conheçam os resultados completos de um estudo feito sobre a prática do futebol em condições extremas de temperatura, umidade e altura".
Historicamente, jogar na altitude é um problema para os atletas que não estão acostumados a essa adversidade. Porém, os defensores dos jogos na altitude, argumentam, além da questão da universalidade do esporte, que existem outras condições adversas que beneficiam os times mandantes, como o frio e calor extremos. Além disso, quando os atletas que vivem em cidades com grandes altitudes vão jogar em cidades próximas ao nível do mar, eles também sentem o efeito dessa aclimatação.

## Histórico
Em fevereiro de 2007, a equipe do Flamengo, em partida válida pela Libertadores, enfrentou o Real Potosí, que manda seus jogos na cidade de Potosí, que fica a 4.070m de altitude. Apesar de o placar final ter sido 2x2, por conta de muitos de seus jogadores terem passado mal durante a partida, e assim, terem precisado de máscaras de oxigênio para aliviar os efeitos da altitude, o clube anunciou que iria fazer uma petição e que não jogaria mais em altitude. A CBF, então, abraçou a causa do Flamengo, e levou o caso para a FIFA, reclamando que estádios no topo dos Andes não eram sustentáveis para o futebol. 

### FIFA Veta Jogos Internacionais na Altitude de 2.500m ou mais
Em maio de 2007, a FIFA lançou uma norma que determinava que “no melhor interesse da saúde dos jogadores”, partidas de futebol não poderiam mais ser realizadas acima de 2.500 metros de altitude. A realização de jogos em altitude foi sempre criticada por países como Uruguai, Argentina e Brasil, que afirmavam sentir muitas dificuldades nos estádios a mais de 2500 metros.
Esta decisão afetou especialmente a Bolívia, Colômbia e o Equador, que freqüentemente realiza jogos entre as seleções que compõe a Conmebol (Confederação sul-americana de futebol) em cidades como Bogotá (2.600 metros), Quito (2.800 metros) e La Paz (3.700 metros).

### Protestos contra a Decisão da FIFA
Evo Morales, presidente da Bolívia à época, encabeçou uma campanha contra a determinação da Fifa. Morales chegou a organizar jogos em cidades localizadas a 5300 e 6000m de altitude com o objetivo de demonstrar que a altitude não causa danos a saúde dos jogadores (em uma dessas partidas, Maradona chegou a participar), enviou uma comissão ao Congresso da Fifa, em Zurique, no mês de maio, e se reuniu com os cartolas da Confederação Sul-Americana de Futebol (Conmebol) para tentar reverter a decisão. o presidente boliviano defendeu os jogos na altitude com base no que chamou de "princípios filosóficos" que a própria Fifa tem para dirigir o futebol mundial. "Hoje vou ser defensor da Fifa, defensor dos seus princípios filosóficos que apresentam em seus estatutos que o futebol é universal, não discrimina e integra. Então, como pensando em vetar a altura podem nos dizer que o futebol não discrimina ou é universal?" argumentou.
Alguns dias após o veto, Diego Maradona, que à época era treinador da Seleção Argentina, qualificou a decisão da FIFA como ridícula, e fez duras críticas ao presidente do organismo, o suíço Joseph Blatter. As declarações foram realizadas em uma entrevista coletiva no Palácio de Governo boliviano, onde foi recebido pelo presidente Evo Morales, após receber um convite para participar de uma partida beneficente, mas que também serviu como protesto à proibição da Fifa.
Um mês após o veto da FIFA, a Comunidade Andina emitiu um notificado, dizendo ser “um atentado não só ao desporto e ao futebol, como aos habitantes das regiões em causa”. O encontro dos representantes foi transmitido ao vivo pela TV estatal da Bolívia, e foi marcado por discursos duros contra a Fifa e defesas emocionadas da universalidade do esporte. A declaração final rechaça "a injusta, discriminatória e arbitrária decisão da Fifa" e cita relatórios científicos apresentados desde 1996 afirmando que a prática do futebol em cidades altas não representa risco. O documento afirma ainda que a decisão da Fifa "atenta contra os direitos humanos, viola os princípios estabelecidos na carta olímpica, a soberania dos povos e o princípio do jogo limpo".

### FIFA muda um pouco as regras
Em junho de 2007, a FIFA mudou um pouco a regra, e anunciou que somente cidades localizadas a mais de 3.000m de altitude (e não mais a 2.500m) estavam proibidas de receber jogos internacionais, a não ser que houvesse um período de aclimatação de pelo menos duas semanas.
Em dezembro de 2007, a Conmebol fez pressão contra o veto da FIFA.
Com isso, a FIFA estabeleceu um novo limite, que desta vez foi diminuído para 2.750 metros.

### Novos Protestos
Em janeiro de 2008, Evo Morales telefonou para o presidente do Brasil, Luiz Inácio Lula da Silva, e pediu sua ajuda para tentar reverter a decisão da FIFA. Lula, prontamente, disse que apoiaria a causa da Bolívia. Marcelo Baumbach, porta-voz do Palácio do Planalto, disse que Lula considera legítimas as preocupações com a saúde dos atletas, mas também acha importante a prática esportiva como fator de "confraternização entre os povos".
Tão logo ficou sabendo do apoio de Lula aos jogos na altitude, o presidente do Flamengo, Márcio Braga, mandou uma carta aberta a Lula solicitando que ele não apoiasse a Bolívia. Entre outras coisas, a carta diz que "não se pode brincar com a vida das pessoas" e que "o pedido feito pelo Presidente da Bolívia é irresponsável!" O flamengo também é considerado um dos times que mais reclamam de jogos na altitude.
Em fevereiro de 2008, Márcio Braga, foi até a ONU e a sede da Corte Arbitral do Esporte (CAS) para fazer lobby contra jogos na altitude. Na ONU, Braga comentou com interlocutores sobre a questão da altitude. Já no CAS, ele entregou uma petição assinada por vários clubes brasileiros, como São Paulo, Cruzeiro, Santos e Fluminense.

### FIFA suspende o Veto
No início de abril de 2008, o Tribunal Arbitral do Esporte indeferiu o pedido dos clubes brasileiros de vetar os jogos em regiões com altitude elevada.
Ainda em abril de 2008, nove federações da Confederação Sul-Americana de Futebol - com exceção do Brasil - resolveram apoiar que os jogos acontecessem sim em altitudes acima dos 3.000m altitude.
Em maio de 2008, pressionada pela Bolívia, a FIFA decidiu suspender a decisão até que se conheçam os resultados completos de um estudo feito sobre a prática do futebol em condições extremas de temperatura, umidade, altitude e altos níveis de poluição
Ironicamente, alguns meses após a revogação do veto, a Argentina, de Diego Maradona, que defendeu os jogos em altitudes elevadas, foi goleada por 6x1 pela Bolívia na altitude de La Paz. Em seu site, a Fifa, ao comentar esse jogo, disse que foi uma "derrota impressionante em alta altitude contra os forasteiros do ranking". Maradona não culpou a altitude pela derrota argentina, dando crédito aos jogadores bolivianos "do goleiro ao último substituto".
Em 10 de junho de 2010, Joseph Blatter afirmou que "o tema da altitude não estava na agenda da FIFA".

## Efeitos da Altitude
Historicamente, jogar na altitude beneficia de forma anormal o time mandante. Para se ter uma ideia, a frágil Seleção da Bolívia, normalmente goleada por seleções tradicionais, como Brasil e Argentina, consegue ganhar, por vezes até por placares elásticos, destas seleções, como quando ganhou por 6x1 da Argentina em 2009.
Segundo a universidade do futebol, jogar sem a devida aclimatação pode resultar em fadiga e incapacidade de raciocínio. Outro fator importante é a alteração da velocidade da bola em função do ar rarefeito, o que pode mudar a percepção do atleta em relação ao implemento. Como exemplo, um grupo de pesquisa da FIFA também reparou que a aerodinâmica da bola muda e pode pregar uma peça nos jogadores. Para fazer uma bola entrar no ângulo em uma cobrança de pênalti, por exemplo, eles precisam aprender a mirar ligeiramente mais abaixo que o normal, reduzindo o ângulo de decolagem da bola por cerca de meio grau. E goleiros que estão acostumados ao comportamento da bola ao nível do mar terão que ser um pouco mais rápidos, ou ver a bola sacudindo a rede.
Conforme o grupo de pesquisa da FIFA, formado por cientistas médicos renomados, e que estudou a performance física dos futebolistas, concluiu que altitudes abaixo de 500 metros não tinham efeitos sobre os jogadores. Acima de 500 metros, porém, efeitos negativos como aceleração dos batimentos cardíacos, falta de ar e vigor reduzido foram apontados – e ficavam mais acentuados conforme a altitude crescia, notando que algumas pessoas eram mais afetadas do que outras. A 2.000 metros, o mal estar passava a ser um problema e era necessária a aclimatização [período de ajustamento ao clima e altitude local]. Acima de 3.000, havia golpes decisivos de performance.

### E quando os atletas que vivem em cidades com grandes altitudes jogam em baixas altitudes?
Alguns estudos afirmam que, se por um lado os atletas que vivem em cidades com grandes altitudes estão em vantagem quando enfrentam adversários em casa, eles sofrem em grau maior os efeitos da mudança quando jogam em baixas altitudes. Segundo o médico esportivo Guillermo Aponte, em geral, para um jogador de futebol é muito mais difícil jogar em alturas mais baixas do que subir de altitude, jogar no mesmo dia e logo ir embora.
Essa é a mesma linha apontada por estudiosos em pesquisas sobre aclimatação, após notarem que atletas que se aclimatizam a altitudes e voltam repentinamente ao nível do mar tiveram uma considerável queda de desempenho.

## Como diminuir os efeitos da altitude?
A maneira tradicional de diminuir esses danos é passar alguns dias se adaptando à altitude. A FIFA recomenda que este período dure de três a cinco dias, porém, é impossível alcançar o mesmo desempenho que o jogador teria ao nível do mar. Sobre esta medida, médicos fazem uma ressalva, já que eles notaram que atletas que se aclimatizam a altitudes e voltam repentinamente ao nível do mar podem ter uma considerável queda de desempenho.
Alguns estudos aconselham que os times cheguem apenas horas antes de uma partida na altitude para não afetar o desempenho dos jogadores. Para o presidente da comissão médica da Federação Boliviana de Futebol, Ivo Eterovic, "chegar somente algumas horas antes, jogar e ir é o melhor para que a altura não afete os jogadores. Fisiologicamente o corpo humano começa a responder (à altura) a partir da quarta ou quinta hora", disse o médico à Reuters.
Recentemente, alguns clubes têm utilizado medicamentos comumente usados para tratar de disfunção erétil (como o Viagra, por exemplo), para diminuir os efeitos da altitude no organismo. Segundo Turibio Leite de Barros, que foi fisiologista da equipe do São Paulo por 25 anos, estes medicamentos são vasodilatadores. Assim, eles agem aumentando o diâmetro dos dos vasos sanguíneos na região pulmonar, facilitando assim a absorção do oxigênio do ambiente. Ele avalia, no entanto, que medicamentos a base de cafeína normalmente bastam para controlar o efeito das grandes altitudes. 
Uma outra questão levantada é o tal "fantasma da altitude", que acaba afetando psicologicamente o atleta, alterando até a percepção dos efeitos físicos, quando muitos atletas não sentem nada, mas ficam tão impressionados com os problemas que acabam reagindo como se também fossem vítimas dos efeitos da altitude.

## Dados Estatísticos
Em dezembro de 2007, o matemático inglês Patrick E. McSharry, divulgou um estudo, baseado em uma análise estatística de 1.460 partidas internacionais entre equipes de dez países da América do Sul, entre eles o Brasil, durante o período de 1890 a 2004. Segundo ele, "para cada quilômetro de variação na altitude, a diferença é de aproximadamente meio gol. No caso da Bolívia, jogando em seu próprio estádio, em La Paz, isso representaria como média uma vitória por 2,18 gols e uma vantagem de 1,48 gols em partidas contra equipes provenientes de países mais próximos ao nível do mar. (...) A probabilidade de que uma equipe vença em seu próprio estádio quando joga contra uma equipe de país de mesma altitude é de 0,537. Mas se, por exemplo, a equipe da Bolívia jogasse em La Paz contra o Brasil, esta propabilidade subiria para 0,825. No entanto, se a partida entre Brasil e Bolívia for no Rio de Janeiro, a probabilidade de que o Brasil ganhe é de apenas 0,213".
Em 2009, o portal R7 elaborou um quadro (abaixo), com os resultados dos times brasileiros contra bolivianos. Segundo o site, os resultados dos times brasileiros obtidos em jogos pela Libertadores contra bolivianos, atuando fora de casa, mostram que, quanto maior a altitude, pior o desempenho.
Brasileiros contra bolivianos na Libertadores (até 2009)
| Cidade                  | Altitude (m) | Jogos | Vit. | Emp. | Der. | Aproveitamento | Gols Pró | Gols Contra | Saldo |
| ----------------------- | ------------ | ----- | ---- | ---- | ---- | -------------- | -------- | ----------- | ----- |
| Santa Cruz de la Sierra | 439          | 4     | 3    | 1    | 0    | 83%            | 8        | 3           | 5     |
| Cochabamba              | 2.560        | 6     | 4    | 1    | 1    | 72%            | 9        | 6           | 3     |
| Sucre                   | 2.800        | 1     | 1    | 0    | 0    | 100%           | 1        | 0           | 1     |
| La Paz                  | 3.640        | 17    | 5    | 5    | 7    | 39%            | 28       | 33          | -5    |
| Oruro                   | 3.700        | 2     | 2    | 0    | 0    | 100%           | 5        | 1           | 4     |
| Potosí                  | 3.967        | 4     | 1    | 1    | 2    | 33%            | 6        | 10          | -4    |
| TOTAL                   |              | 34    | 16   | 8    | 10   | 55%            | 57       | 53          | 4     |

## Localidades que contém estádios com altitudes elevadas
Principais Localidades de Altitude Moderada (1.000m a 2.000m)
- : Ibagué e Medellín
- : Mérida
- : Guadalajara, León, Juárez, Torreón, San Luis Potosí, Irapuato e Querétaro

Principais Localidades de Altitude Sensível (2.000 a 3.000)
- : Calama
- : Sucre e Cochabamba
- : Arequipa
- : Quito, Ibarra, Riobamba e Cuenca
- : Bogotá e Manizales
- : Cidade do México, Toluca, Puebla e Nezahualcoyotl

Principais Localidades de Altitude Severa (>3.000m)
- : La Paz, Oruro e Potosí
- : Cuzco